# Mitsukuri Rinshō

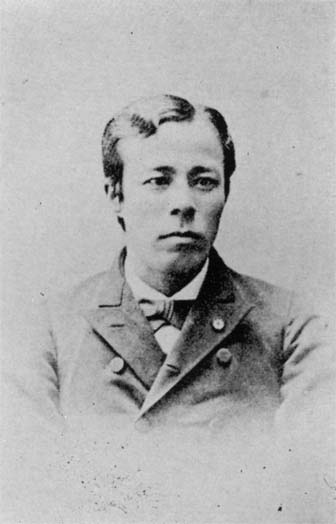
Mitsukuri Rinshō, 1888

Mitsukuri Rinshō (japanisch 箕作 麟祥, eigentlich Mitsukuri Teiichirō (箕作 貞一郎); geb. 19. September 1846 in Edo, dem heutigen Tokio; gest. 29. November 1897) war ein japanischer Jurist und Politiker während der Meiji-Zeit.

## Leben und Werk
Mitsukuri Rinshō wurde als Mitglied des Tsuyama-Han in Edo geboren. Er studierte an der Schule des Bakufu für westliche Wissenschaften, dem „Bansho Shirabejo“ (蕃書調所) und arbeitete dann dort. 1867 war er Mitglied der Delegation des Bakufu zur Weltausstellung in Paris 1867.
Nach der Meiji-Restauration 1868 wurde Mitsukuri offizieller Übersetzer der neuen Regierung und arbeitete im Justizministerium. Zusammen mit dem französischen Juristen und Regierungsberater Gustave Boissonade arbeitete er an der Formulierung des Bürgerlichen Gesetzbuches und der Handelsgesetzgebung. 1873 schloss er sich der Vereinigung Intellektueller an, die sich mit der Modernisierung Japans befasste, der Meirokusha, zu der auch sein Onkel, der Spezialist für Erziehungsfragen Mitsukuri Shūhei, gehörte. 
Mitsukuri war ab 1880 Mitglied des Genrōin, war von 1888 bis 1891 stellvertretender Justizminister und ab 1890 Mitglied des Oberhauses des neuen Parlaments. Auf diesen Posten und als Mitglied zahlreicher Sonderkomitees spielte er wichtige Rolle bei Diskussionen und Entwürfen von Gesetzen. Er war auch Direktor der „Japanisch-Französischen Schule für Jura“ (和仏法律学校, Wafutsu hōsei gakkō), der späteren Hōsei-Universität, schrieb und übersetzte viel zu Fragen des Rechts.